# John L. Harper
John Lander Harper (27 mai 1925 - 22 mars 2009) est un biologiste britannique, spécialisé dans l'écologie et la biologie des populations végétales.

## Biographie
Il est né en 1925 et fait ses études à la Lawrence Sheriff School, Rugby. Il obtient son diplôme en botanique en (1946) et son MA et DPhil (1950) d'Oxford avec sa thèse de doctorat An investigation of the interaction of soil micro-organisms with special reference to the study of the bacterial population of plant root systems. Il passe neuf autres années à mener des recherches au Département de l'agriculture d'Oxford et un congé sabbatique en tant que boursier de la Fondation Rockefeller à l'Université de Californie à Davis. En 1967, il est nommé directeur de la nouvelle école de biologie végétale de l'Université de Bangor au Pays de Galles.
Il est président de la British Ecological Society (BES) (1966-1968) et de la Société européenne de biologie évolutive (1993-1995).
Il est élu membre de la Royal Society en 1978 et reçoit la médaille Darwin en 1990. Il reçoit le Millennium Botany Award en 1999  et le Marsh Ecology Award du BES la même année. Il reçoit l'Ordre de l'Empire britannique en 1989.
Il est l'auteur de plusieurs manuels sur l'écologie et la biologie des populations.
La British Ecological Society décerne chaque année le prix du jeune chercheur John L. Harper au meilleur article du Journal of Ecology rédigé par un jeune auteur. Il est membre de la British Humanist Association.
Il est décédé le 22 mars 2009.

## Ouvrages
- 2006 - Ecology: from individuals to ecosystems (4e édition) avec Michael Begon et Colin R. Townsend (ISBN 1-4051-1117-8) (anciennement connu sous le nom d' Écologie : individus, populations et communautés, trois éditions (1986, 1990 et 1996), avec Michael Begon et Colin R. Townsend (ISBN 0-632-03801-2) (édition 1996))
- 2003 - Essentials of Ecology (2e édition) avec Michael Begon et Colin R. Townsend (ISBN 1-4051-0328-0)